# Kastianeira
Kastianeira (altgriechisch Καστιάνειρα Kastiáneira) ist in der griechischen Mythologie eine Gemahlin des trojanischen Königs Priamos.
Kastianeira stammte laut Homer aus der thrakischen Stadt Aisyme. Sie war eine der legitimen Gemahlinnen des Priamos und von diesem Mutter des Gorgythion, der im Trojanischen Krieg von dem hervorragenden Bogenschützen Teukros mit einem Pfeil getötet wurde.